# 伊勢おおまつり
伊勢おおまつり（いせおおまつり）は、三重県伊勢市で毎年10月に開催される市民の祭。「（お）伊勢大祭」と表記することもある。
本来は神宮の神嘗祭と同じ日に遂行されていたが、現在は伊勢おおまつり運営委員会が主催する。「おおまつり」として市民に親しまれてきた呼び名だが、2009年（平成21年）より「伊勢まつり（いせまつり）」と改称し、9月下旬～10月上旬開催になった。ただし、宇治地区については従来の日程のまま、「宇治大祭（うじおおまつり）」と改め完全に別の祭りとなった。

## 概要
もともと、神宮（伊勢神宮）で斎行される神嘗祭を伊勢の民衆は「おおまつり」として称え、各町で会式を行ってきたが、1895年（明治28年）に各町の会式を廃止統合し、宇治山田町（当時）全体の祭りとして発足した。
その後、1972年（昭和47年）に「初穂曳」が始まり、2001年（平成13年）に全国の主な祭りが奉祝にやってくる「神嘗祭奉祝事業（2007年は神嘗奉祝祭と表記。）」が始まった。
この2行事は主催者は異なり開催日も異なることがある（後述参照）が、目的と開催場所が共通するので、おおまつりの一部として扱われる。
初穂曳・神嘗祭奉祝事業を除くと市民のパレードと奉曳車の運行が中心である。
2009年（平成21年）より9月開催となり、神宮とは日程上も完全に切り離された。

## 神嘗祭
戦前は神嘗祭は国を挙げての国民の祝日、大祭日であったが、今は何でもない日になってしまった。
神嘗祭の字は難しいが、神嘗祭の嘗めるという字はなめる、嘗めるは頂く、食べる。神様が美味い美味いと噛みしめて嘗めるように食べるお祭りで、神宮神田にて生産された新米をお供えする。
伊勢の民衆は各家庭で赤飯を炊き、なますをお供えした。が、この風習は廃れてきている。
神嘗祭は現在、全国の神社で行われているが正式には神宮神嘗祭　奉祝 神嘗祭で伊勢神宮の神嘗祭を祝う神嘗祭である。
過去、これを称えて伊勢の民衆はおおまつりで盛大にお祝いした。
日本が出来る前、南の暖かい国よりニニギノミコトが神器と稲穂を持って
豊葦原の瑞穂の国を目指して長い長い旅をしてこの地を選び、代々の天皇は天照大御神から託されているお米を神様にお約束どおり今年も出来ましたとお返しし報告する一大神事。
10月15日は外宮、10月17日は内宮の奉幣の儀が行われる創出記念である。

## 初穂曳
神宮式年遷宮において催行されるお木曳行事・お白石持行事が20年ごとの行事で、奉曳の技術伝承に支障が懸念されたため、1972年（昭和47年）から毎年開催されている行事。
その年に収穫された新穀をお木曳行事・お白石持行事と同様に外宮へは陸曳で内宮へは川曳で奉曳し、奉納する。
陸曳は、伊勢神宮奉仕会青年部が主催し、全国からの一日神領民も受け入れる。奉曳コースは、2007年（平成19年）は、第62回神宮式年遷宮お木曳行事（一日神領民）と同じく、宮町交差点から南宮町交差点を経由して外宮北御門まである。
川曳は、伊勢神宮奉仕会に属する内宮領の各学区で連合奉曳団を結成する。奉曳コースは、お木曳行事・お白石持行事と同じく五十鈴川で、浦田橋下流の三重県立体育館裏から遡り宇治橋手前で内宮境内に曳き上げる。五十鈴川の水質悪化により1981年で中断していたが、流域の下水道整備により生活排水の流入が無くなったことで五十鈴川の水質が劇的に改善し、2000年から再び開催されている。

## 神嘗祭奉祝事業
神嘗祭奉祝委員会が主催する。神嘗祭奉祝のため、全国の主な踊り団体等が踊りを披露する。参加者は踊り披露後、地元で収穫された新穀を神宮に奉納する。
2001年（平成13年）から始まり2007年（平成19年）には以下の踊り等が参集した。
阿波踊り（徳島県）、花笠踊り（山形県）、エイサー（沖縄県）、郡上踊り（岐阜県）、木曽踊り（長野県）、おわら風の盆（富山県）、じゃこっぺ踊り（三重県）、伊勢音頭（三重県）、諏訪御柱木遣り（長野県）、木曽木遣り（長野県）関東木遣り（埼玉県）、よさこい祭り（高知県）、尾鷲節（三重県）、西馬音内盆踊り（秋田県）、おんぽい節（岐阜県）、神輿（三重県）

## 日程
開催日は、神宮の神嘗祭の日程に合わせ、10月15日から17日の間とされていた（山田地区が15,16日、宇治地区が17日）。1991年（平成3年）から、山田地区のみ神嘗祭直前の土日開催となったが、宇治地区は従来通りの日程である。さらに、2009年に「伊勢まつり」と改称して9月下旬～10月上旬開催となり、神嘗祭との関係はさらに薄くなった。また同年より、宇治地区の祭りは「宇治大祭」と改称し、名実共に分裂開催となった。この間、宇治地区は一貫して10月17日開催となっている。
2014年の伊勢まつりは、10月11日・12日の開催予定であったが、12日は台風19号の接近を理由に中止された（実際には12日に上陸することはなかった）。
一方、初穂曳は従来通りの日程で、外宮領陸曳が15日、内宮領川曳が16日開催である。また、神嘗奉祝祭は15日開催（14日には晦日祭）である。

## 関連
- 神嘗祭
- 斎王まつり